# Maurício Quintella Lessa
Maurício Quintella Malta Lessa GCRB, ou simplesmente Maurício Quintella Lessa (Maceió, 28 de março de 1971), é um servidor público federal, lotado como técnico judiciário do Tribunal Regional do Trabalho em Maceió, e político brasileiro, Ex-deputado Federal pelo Estado de Alagoas, filiado ao Movimento Democrático Brasileiro (MDB). Exerceu a função de Ministro dos Transportes, Portos e Aviação Civil do Governo Michel Temer. Maurício Quintella Lessa é primo do ex-governador de Alagoas e atual Deputado Federal Ronaldo Lessa.
Em seu lugar Nivaldo Albuquerque, do PRP, primeiro suplente da coligação, assumiu a vaga na Câmara.
É um dos citados na chamada Operação Gabiru, tendo sido condenado por improbidade administrativa e enriquecimento ilícito em um esquema de desvio de recursos da merenda escolar cometidos quando era Secretário Estadual de Educação de Alagoas.

## Carreira
Quintella Lessa formou-se em Direito no Centro de Ensino Superior de Maceió e chegou a cursar engenharia civil na Universidade Federal de Alagoas, mas não concluiu. Foi Secretário Municipal de Educação e, em 1996, elegeu-se vereador em Maceió, então filiado ao PSB, sendo reeleito em 2000. Se elegeu deputado federal pela primeira vez em 2002, ainda pelo PSB, mas se licenciou do mandato para exercer o cargo de Secretário Extraordinário Metropolitano de Alagoas, de 2003 a 2005. Foi também Secretário de Educação do estado entre 2004 e 2005. Voltou a se eleger deputado federal em 2006, desta vez pelo PDT, e em 2010 e 2014 pelo PR. Em 2015 tornou-se líder do PR na Câmara dos Deputados, mas anunciou que deixava o posto no dia 11 de abril de 2016, apenas 6 dias antes da votação que autorizou a continuidade do processo de Impeachment de Dilma Rousseff. Na época, Lessa afirmou que o motivo da renúncia à liderança era a sua posição favorável ao impedimento da Presidente, sendo que a Executiva do partido era contrária. Apesar de ter feito parte da Comissão Especial do Impeachment na Câmara, não votou, sendo substituído pelo suplente. Durante a votação do dia 17 de abril, porém, compareceu e votou a favor do prosseguimento do processo.
Em 12 de maio de 2016 assumiu o cargo de Ministro dos Transportes, Portos e Aviação Civil do governo interino de Michel Temer. Exerceu a função até 02 de abril de 2018, quando se afastou para poder participar das eleições, dando lugar ao então diretor-geral do DNIT, Valter Casimiro Silveira.
Em agosto de 2017 votou a favor do presidente Michel Temer, no processo em que se pedia abertura de investigação, e que poderia afastá-lo da presidência da república. O voto do deputado ajudou a arquivar a denúncia do Ministério Público Federal.
Nas eleições de 2018, disputou o cargo de senador na mesma coligação de Renan Calheiros, mas não conseguiu sair vitorioso das urnas, ficando em terceiro lugar com 18,98% dos votos válidos.

## Controvérsias

### Operação Gabiru
Quintella foi condenado, em 2014, na ação civil pública nº 000405593.2008.4.05.800, por improbidade administrativa com dano ao erário e enriquecimento ilícito. De acordo com a sentença, o parlamentar participou de esquema para fraudar licitação para aquisição de merenda e transporte escolar em troca de propina no período em que ocupou o cargo de Secretário Estadual de Educação, na gestão de seu primo Ronaldo Lessa no governo de Alagoas. Foi responsabilizado também por desvios de recursos federais para contas do governo do Estado. A Justiça determinou o ressarcimento integral, por parte de Quintella, da quantia de R$ 4.272.021 aos cofres públicos, o pagamento de multa e à suspensão dos direitos políticos pelo prazo de oito anos. O deputado recorreu da sentença.
Somados todos os acusados, os valores a serem ressarcidos chegam a um total de R$ 133,6 milhões. Por conta das investigações, o MPF conseguiu, em 2008, que a Justiça autorizasse o bloqueio dos bens do deputado. A ação contra ele foi instaurada após a Polícia Federal deflagrar a chamada Operação Gabiru, em 2005, para desbaratar a rede de desvios de merenda. O deputado se viu especialmente envolvido em um caso, que cita o superfaturamento da compra de ovos. Uma licitação homologada por ele, à época secretário, autorizou o pagamento de quase R$ 280 mil para a empresa Torres & Queiroz para a compra de 90 mil dúzias de ovos. Segundo a Justiça, só metade da compra foi efetivamente entregue.
A Torres & Queiroz era apenas uma das várias empresas-fantasmas criadas pelo empresário José Rafael Torres Barros, apontado pela Polícia Federal como o mentor do esquema. A Polícia Federal acabou descobrindo que a ação também tinha se estendido aos programas educacionais do Estado financiados pelo governo federal. Investigações da Controladoria Geral da União e escutas telefônicas autorizadas pela Justiça confirmaram a estreita ligação entre o empresário Rafael Torres e o então secretário Maurício Quintella, inclusive no tocante ao pagamento de propinas. As acusações constantes do processo aberto em 2008 envolvem a ausência de licitação na aquisição de merenda escolar, compra de gêneros alimentícios superfaturados, irregularidades na aquisição de livros didáticos e no programa de transporte escolar, todos financiados pela União, o desvio de recursos federais para contas do governo do Estado e irregularidades na contratação de professores monitores, com diferentes níveis de participação dos acusados. Todos os crimes teriam ocorrido na segunda gestão de Ronaldo Lessa, a partir de 2003.
O ex-governador, que chegou a ser denunciado pelo MPF e a ter seus bens bloqueados, acabou inocentado porque, no entendimento do juiz federal substituto da 3ª Vara da Justiça Federal Marcelo Barbi Gonçalves, não foram apresentadas provas de que ele tenha participado das irregularidades. No total quatorze pessoas figuravam como rés, sendo que, além de Ronaldo Lessa, o espólio de Luiz Abílio de Souza Neto, Adriana Pereira de Amorim e Erivaldo Saraiva Feitosa também escaparam de condenações. Rafael Torres foi condenado a devolver R$ 6.086.266,54 por prejuízo aos cofres públicos e a pagar multa civil de R$ 12.172.533,08, duas vezes o valor do prejuízo. Na qualidade de procurador-geral do Estado na gestão de Lessa, e por ter avalizado a dispensa de licitações, o procurador Ricardo Barros Mero foi condenado a devolver R$ 12.678.266,54 por conta dos prejuízos aos cofres públicos mais R$ 12.678.266,54 de multa civil. Já o subprocurador-geral na época das irregularidades, Wilson Roberto Protásio Lima, foi condenado a devolução R$ 6.086.266,54 e pagar idêntico valor a título de multa.

### Peculato
Maurício Quintella Lessa é alvo do Inquérito nº 2893/2009, no Supremo Tribunal Federal, que apura o crime de peculato. O processo corre em segredo de justiça.

## Indicação para o Ministério
Em 12 de Maio de 2016 Quintella Lessa foi empossado pelo presidente interino Michel Temer para o cargo de Ministro dos Transportes, Portos e Aviação Civil. O novo ministério é uma junção do Ministério dos Transportes com a Secretaria de Aviação Civil e a Secretaria de Portos, que também tinham status de Ministério. Quintella havia sido um dos defensores do Impeachment de Dilma Rousseff na Câmara, mesmo ainda mantendo indicados em cargos do Governo Federal em Alagoas, e inclusive contrariou a decisão de seu partido que havia fechado questão em torno da defesa da presidente afastada. O cargo seria uma recompensa ao novo Ministro.